# Goera armata
Goera armata là một loài trong họ Goeridae. Loài này phân bố ở Trung Quốc.